# Lyndie Greenwood

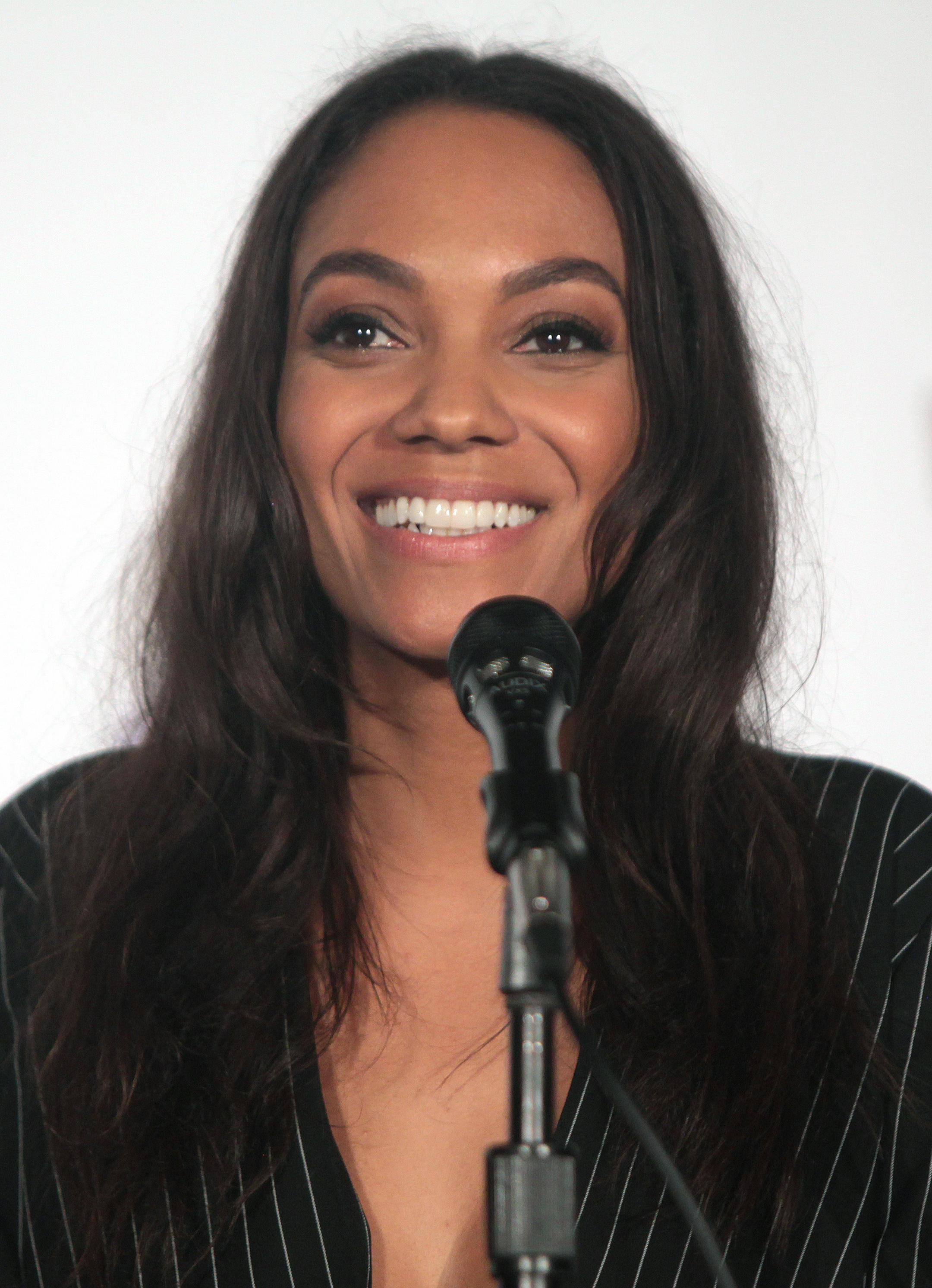
Lyndie Greenwood, 2016

Lyndie Greenwood (* 6. Juni 1983 in Toronto, Ontario) ist eine kanadische Schauspielerin. Bekannt ist sie durch ihre Rollen in den Serien Nikita (2011–2013) und Sleepy Hollow (2013–2017).

## Leben und Karriere
Lyndie Greenwood wurde im Juni 1983 im kanadischen Toronto (Ontario) geboren und wuchs dort auf. Während ihrer Schulzeit besuchte sie verschiedene Musical- und Theaterschulen in Kanada, wie die Etobicoke School of the Arts in Toronto. 2006 schloss sie die University of Toronto mit einem Bachelor of Science ab. Ihr Schauspieldebüt gab sie 2009 als Natalie Anders im Low-Budget-Filmdrama Pinkville. Nach einem Gastauftritt in der Fernsehserie The Listener – Hellhörig (2009) spielte sie 2010 in der romantischen Komödie This Movie Is Broken als Freundin von Kerr Hewitts Figur ihre erste größere Rolle.
Neben Auftritten in Kurzfilmen wie Little Phoenix and the Fists of Fury (2010) und Furstenau Mysteries (2011) war Greenwood bis 2012 größtenteils als Gastdarstellerin in verschiedenen Fernsehserien zu sehen, darunter Rookie Blue, Flashpoint – Das Spezialkommando, Being Erica – Alles auf Anfang, Lost Girl und Saving Hope. Von der zweiten bis zur vierten und letzten Staffel hatte sie in der von The CW ausgestrahlten Actionserie Nikita die Nebenrolle als Sonya inne. Von 2013 bis 2017 spielte sie in der Fox-Mysteryserie Sleepy Hollow die Rolle der Jenny Mills, der Schwester von Lt. Abbie Mills (Nicole Beharie). Greenwoods Rolle wurde für die zweite Staffel zu einer Hauptrolle ausgebaut.

## Filmografie (Auswahl)
- 2009: Pinkville
- 2009: The Listener – Hellhörig (The Listener, Fernsehserie Episode 1x09)
- 2010: This Movie Is Broken
- 2010: Rookie Blue (Fernsehserie Episode 1x06)
- 2010: Flashpoint – Das Spezialkommando (Flashpoint, Fernsehserie Episode 3x03)
- 2010: Being Erica – Alles auf Anfang (Being Erica, Fernsehserie Episode 3x02)
- 2010: Little Phoenix and the Fists of Fury (Kurzfilm)
- 2011: Furstenau Mysteries (Kurzfilm)
- 2011–2013: Nikita (Fernsehserie, 42 Episoden)
- 2012: Lost Girl (Fernsehserie Episode 2x15)
- 2012: Saving Hope (Fernsehserie Episode 1x03)
- 2013–2017: Sleepy Hollow (Fernsehserie, 53 Episoden)
- 2016: Cut to the Chase
- 2017: Flint (Fernsehfilm)
- 2018–2019: Star (Fernsehserie, 5 Episoden)
- 2018–2021: S.W.A.T (Fernsehserie, 7 Episoden)
- 2019: The World Without You
- 2019–2022: The Expanse (Fernsehserie, 12 Episoden)
- 2021: Every Time a Bell Rings (Fernsehfilm)
- 2022: Girlfriendship (Fernsehfilm)
- 2022: Holiday Heritage (Fernsehfilm)
- 2023: Magic in Mistletoe (Fernsehfilm)
- 2023: Shelved (Fernsehserie, 8 Episoden)
- 2024: CrimeTime – Freefall (Fernsehfilm)
- 2025: The Other People
- 2025: Good Grief (Fernsehserie, 5 Episoden)